# Староцин
Староцин (пол. Starocin, нім. Reinland) — село в Польщі, у гміні Новий Двур-Гданський Новодворського повіту Поморського воєводства.
Населення — 270 осіб (2011).
У 1975-1998 роках село належало до Ельблонзького воєводства.

## Демографія
Демографічна структура станом на 31 березня 2011 року:
|          | Загалом | Допрацездатний вік | Працездатний вік | Постпрацездатний вік |
| -------- | ------- | ------------------ | ---------------- | -------------------- |
| Чоловіки | 127     | 27                 | 88               | 12                   |
| Жінки    | 143     | 45                 | 75               | 23                   |
| Разом    | 270     | 72                 | 163              | 35                   |